# Леола (Арканзас)
Леола (англ. Leola, Arkansas) — город, расположенный в округе Грант (штат Арканзас, США) с населением в 515 человек по статистическим данным переписи 2000 года.

## География
По данным Бюро переписи населения США город Леола имеет общую площадь в 2,33 квадратных километров, водных ресурсов в черте населённого пункта не имеется.
Леола расположен на высоте 82 метров над уровнем моря.

## Демография
По данным переписи населения 2000 года в Леоле проживало 515 человек, 143 семьи, насчитывалось 179 домашних хозяйств и 213 жилых домов. Средняя плотность населения составляла около 223,9 человек на один квадратный километр. Расовый состав Леолы по данным переписи распределился следующим образом: 84,66 % белых, 0,19 % — чёрных или афроамериканцев, 0,58 % — коренных американцев, 0,39 % — выходцев с тихоокеанских островов, 1,36 % — представителей смешанных рас, 12,82 % — других народностей. Испаноговорящие составили 14,76 % от всех жителей города.
Из 179 домашних хозяйств в 39,7 % — воспитывали детей в возрасте до 18 лет, 63,1 % представляли собой совместно проживающие супружеские пары, в 12,3 % семей женщины проживали без мужей, 20,1 % не имели семей. 16,2 % от общего числа семей на момент переписи жили самостоятельно, при этом 8,9 % составили одинокие пожилые люди в возрасте 65 лет и старше. Средний размер домашнего хозяйства составил 2,88 человек, а средний размер семьи — 3,17 человек.
Население города по возрастному диапазону по данным переписи 2000 года распределилось следующим образом: 29,3 % — жители младше 18 лет, 8,9 % — между 18 и 24 годами, 32,2 % — от 25 до 44 лет, 19,8 % — от 45 до 64 лет и 9,7 % — в возрасте 65 лет и старше. Средний возраст жителей составил 31 год. На каждые 100 женщин в Леоле приходилось 102,8 мужчин, при этом на каждые сто женщин 18 лет и старше приходилось 102,2 мужчин также старше 18 лет.
Средний доход на одно домашнее хозяйство в городе составил 30 625 долларов США, а средний доход на одну семью — 32 778 долларов. При этом мужчины имели средний доход в 26 250 долларов США в год против 17 292 доллара среднегодового дохода у женщин. Доход на душу населения в городе составил 11 844 доллара в год. 8,6 % от всего числа семей в округе и 10,0 % от всей численности населения находилось на момент переписи населения за чертой бедности, при этом 6,4 % из них были моложе 18 лет и 19,0 % — в возрасте 65 лет и старше.